# Джолос, Ростислав Владимирович
Ростислав Владимирович Джо́лос (11.01.1942) — физик-теоретик, доктор физико-математических наук, профессор, главный научный сотрудник Лаборатории теоретической физики им. Н. Н. Боголюбова ОИЯИ.
Родился 11.01.1942 во Владивостоке.
Учился на физико-математическом факультете Дальневосточного государственного университета. Вместе с будущим академиком Виктором Матвеевым после третьего курса был переведен на физфак Ленинградского университета.
После окончания ЛГУ работал в Лаборатории теоретической физики им. Н. Н. Боголюбова ОИЯИ.
Под научным руководством сотрудника отдела теории ядра ЛТФ будущего профессора И. Н. Михайлова подготовил кандидатскую диссертацию на тему «Некоторые вопросы теории низколежащих возбужденных состояний атомных ядер» и защитил её в 1967 г.
В 1977 году защитил докторскую диссертацию:
- Метод бозонного представления фермионных операторов в теории коллективных возбуждений атомных ядер : диссертация … доктора физико-математических наук : 01.04.16. — Дубна, 1976. — 241 с. : ил.

Автор более 250 научных работ в области теоретической ядерной физики. Основные научные результаты:
- решил задачу построения замкнутых бозонных представлений для бинарных фермионных операторов общей фермионной алгебры оболочечной модели ядра;
- создал коллективную модель ядра с гамильтонианом, характеризуемым SU(6) динамической симметрией;
- разработал кластерный подход к описанию структуры тяжелых ядер и объяснены свойства супердеформированных состояний ядер и состояний ротационных полос переменной четности;
- исследовал проявления суперсимметрии в структуре слабовозбужденных состояний атомных ядер;
- исследовал фазовые переходы между состояниями ядер, характеризуемыми разной формой.

Его работы легли в основу широко известной в ядерной физике Модели взаимодействующих бозонов и заложили основу для создания новых алгебраических моделей в теории ядра.
За участие в советской ядерной программе награждён орденом «Знак Почёта». Лауреат премии А. фон Гумбольдта (Германия).
С 2008 г. профессор кафедры ядерной физики Государственного университета «Дубна», читал лекции по теории ядра.
Среди его учеников 7 кандидатов и 3 доктора физико-математических наук.
Научно-техническим советом ОИЯИ выдвигался кандидатом в члены-корреспонденты РАН по Отделению физических наук, но не был избран.
Сочинения:
- Модели атомного ядра [Текст] : учебно-методическое пособие / Р. В. Джолос. — Дубна, Московская обл. : ОИЯИ, 2012. — 107, [2] с.; 22 см. — (Учебно-методические пособия Учебно-научного центра ОИЯИ; УНЦ-2012-53).; ISBN 978-5-9530-0356-8
- Введение в теорию ядерных реакций с тяжелыми ионами / Н. В. Антоненко, Р. В. Джолос, С. П. Иванова. — Дубна : ОИЯИ, 1995. — 34 с. : ил.; 22 см. — (Учебно-методические пособия Учебно-научного центра при ОИЯИ; УНЦ-95-2).
- Коллективная ядерная динамика : Сб. науч. тр. / АН СССР, Науч. совет по ядер. спектроскопии; Отв. ред. Р. В. Джолос. — Л. : Наука : Ленингр. отд-ние, 1990. — 222,[1] с. : ил.; 26 см; ISBN 5-02-024456-2